# عماد عماري
عماد عماري  (1982 المغرب) هو لاعب كرة قدم مغربي.